# Kožljak
Kožljak is een plaats in de gemeente Kršan in de Kroatische provincie Istrië. De plaats telt 193 inwoners (2001).